# Geluran
Geluran is een bestuurslaag in het regentschap Sidoarjo van de provincie Oost-Java, Indonesië. Geluran telt 15.688 inwoners (volkstelling 2010).